# Kreis Miskolc
Der Kreis Miskolc (ungarisch Miskolci járás) ist ein Kreis im Zentrum des nordöstlich in Ungarn gelegenen Komitats Borsod-Abaúj-Zemplén. Zur Verwaltungsreform 2013 wurden 37 Gemeinden aus dem Kleingebiet Miskolc (Miskolci kistérség) in den Nachfolger-Kreis Miskolc übernommen, 3 Gemeinden wechselten in die Kreise Kazincbarcika (Alacska, Sajószentpéter) und Tiszaújváros (Muhi). Als Gebietsausgleich kamen dafür 2 Gemeinden aus dem Kleingebiet Szerencs hinzu. Die Stadt Miskolc selbst grenzt im Westen an das Komitat Heves.

Der Kreis hat eine durchschnittliche Gemeindegröße von 6.109 (ohne Miskolc nur 2.109) Einwohnern auf einer Fläche von 24,94 (ohne Miskolc: 19,37) Quadratkilometern. Die Bevölkerungsdichte des größten und bevölkerungsreichsten Kreises ist die höchste im Komitat. Der Kreissitz befindet sich in Miskolc, das daneben auch noch Verwaltungssitz des Komitats Borsod-Abaúj-Zemplén und eine Stadt mit Komitatsrechten (ungarisch Megyei jogú város) ist.

## Gemeindeübersicht
| Gemeinde         | Status       | Herkunft Kleingebiet | Einwohnerzahl | Einwohnerzahl | Einwohnerzahl | Fläche     | Bevölkerungs- dichte (Ew./km²) |
| Gemeinde         | Status       | Herkunft Kleingebiet | 01.10.2011    | 01.01.2013    | 01.01.2016    | 01.01.2016 | Bevölkerungs- dichte (Ew./km²) |
| ---------------- | ------------ | -------------------- | ------------- | ------------- | ------------- | ---------- | ------------------------------ |
| Alsózsolca       | Stadt        | Miskolc              | 5.766         | 5.768         | 5.606         | 26,02      | 215,4                          |
| Arnót            | Gemeinde     | Miskolc              | 2.597         | 2.529         | 2.387         | 17,54      | 136,1                          |
| Berzék           | Gemeinde     | Miskolc              | 1.121         | 1.118         | 1.113         | 10,59      | 105,1                          |
| Bőcs             | Gemeinde     | Miskolc              | 2.730         | 2.753         | 2.661         | 24,32      | 109,4                          |
| Bükkaranyos      | Gemeinde     | Miskolc              | 1.448         | 1.466         | 1.499         | 26,20      | 57,2                           |
| Bükkszentkereszt | Gemeinde     | Miskolc              | 1.206         | 1.234         | 1.179         | 26,97      | 43,7                           |
| Emőd             | Stadt        | Miskolc              | 5.007         | 4.932         | 4.761         | 49,37      | 96,4                           |
| Felsőzsolca      | Stadt        | Miskolc              | 6.613         | 6.658         | 6.486         | 16,25      | 399,1                          |
| Gesztely         | Gemeinde     | Miskolc              | 2.758         | 2.813         | 2.723         | 28,82      | 94,5                           |
| Harsány          | Gemeinde     | Miskolc              | 2.100         | 2.041         | 2.002         | 36,53      | 54,8                           |
| Hernádkak        | Gemeinde     | Miskolc              | 1.723         | 1.689         | 1.631         | 10,90      | 149,6                          |
| Hernádnémeti     | Großgemeinde | Miskolc              | 3.578         | 3.520         | 3.380         | 28,76      | 117,5                          |
| Kisgyőr          | Gemeinde     | Miskolc              | 1.642         | 1.664         | 1.677         | 71,13      | 23,6                           |
| Kistokaj         | Gemeinde     | Miskolc              | 2.078         | 2.049         | 2.083         | 9,76       | 213,4                          |
| Kondó            | Gemeinde     | Miskolc              | 611           | 622           | 590           | 19,63      | 30,1                           |
| Köröm            | Gemeinde     | Miskolc              | 1.357         | 1.386         | 1.420         | 8,34       | 170,3                          |
| Mályi            | Gemeinde     | Miskolc              | 4.124         | 4.080         | 3.929         | 11,28      | 348,3                          |
| Miskolc          | Stadt        | Miskolc              | 167.754       | 162.905       | 158.101       | 236,67     | 668,0                          |
| Nyékládháza      | Stadt        | Miskolc              | 5.023         | 4.965         | 4.865         | 24,67      | 197,2                          |
| Onga *           | Stadt        | Miskolc              | 4.858         | 4.857         | 4.764         | 31,49      | 151,3                          |
| Ónod             | Gemeinde     | Miskolc              | 2.410         | 2.444         | 2.330         | 17,74      | 131,3                          |
| Parasznya        | Gemeinde     | Miskolc              | 1.180         | 1.157         | 1.130         | 16,76      | 67,4                           |
| Radostyán        | Gemeinde     | Miskolc              | 631           | 633           | 591           | 8,10       | 73,0                           |
| Répáshuta        | Gemeinde     | Miskolc              | 445           | 456           | 427           | 16,79      | 25,4                           |
| Sajóbábony       | Stadt        | Miskolc              | 2.887         | 2.872         | 2.761         | 13,43      | 205,6                          |
| Sajóecseg        | Gemeinde     | Miskolc              | 1.051         | 1.059         | 1.033         | 7,94       | 130,1                          |
| Sajóhídvég       | Gemeinde     | Miskolc              | 1.051         | 1.080         | 1.097         | 13,44      | 81,6                           |
| Sajókápolna      | Gemeinde     | Miskolc              | 383           | 407           | 403           | 10,51      | 38,3                           |
| Sajókeresztúr    | Gemeinde     | Miskolc              | 1.549         | 1.507         | 1.473         | 16,40      | 89,8                           |
| Sajólád          | Gemeinde     | Miskolc              | 2.936         | 2.958         | 2.783         | 12,68      | 219,5                          |
| Sajólászlófalva  | Gemeinde     | Miskolc              | 430           | 436           | 428           | 6,62       | 64,7                           |
| Sajópálfala      | Gemeinde     | Miskolc              | 744           | 722           | 709           | 7,11       | 99,7                           |
| Sajópetri        | Gemeinde     | Miskolc              | 1.480         | 1.441         | 1.413         | 9,28       | 152,3                          |
| Sajósenye        | Gemeinde     | Miskolc              | 437           | 435           | 433           | 8,47       | 51,1                           |
| Sajóvámos        | Gemeinde     | Miskolc              | 2.185         | 2.176         | 2.105         | 31,22      | 67,4                           |
| Sóstófalva       | Gemeinde     | Miskolc              | 240           | 250           | 231           | 7,28       | 31,7                           |
| Szirmabesenyő    | Großgemeinde | Miskolc              | 4.438         | 4.317         | 4.111         | 15,75      | 261,0                          |
| Újcsanálos       | Gemeinde     | Miskolc              | 867           | 893           | 874           | 12,20      | 71,6                           |
| Varbó            | Gemeinde     | Miskolc              | 1.092         | 1.092         | 1.052         | 25,88      | 40,6                           |
| Kreis Miskolc    |              |                      | 250.530       | 245.384       | 238.241       | 972,84     | 244,9                          |

* Die Großgemeinde Onga erhielt Mitte 2013 das Stadtrecht